# Ísafjarðarbær
Ísafjarðarbær és un municipi d'Islàndia, a la regió de Vestfirðir. Té una extensió de 2.381 km² i una població de 3.832 habitants a primer de gener de 2025.
El municipi es va formar el juny de 1996 després de la fusió de sis municipis més petits en un de sol. Per ordre alfabètic, eren: Flateyrarhreppur, Ísafjarðarkaustaður, Mosvallahreppur, Mýrahreppur, Suðureyrarhreppur i Þingeyrarhreppur.
Les principals poblacions del municipi són Ísafjörður, Suðureyri, Þingeyri, Hnífsdalur i Flateyri.

## Ciutats agermanades
Ísafjarðarbær manté una relació d'agermanament amb les següents ciutats:
- Joensuu (Finlàndia)
- Kaufering (Alemanya)
- Linköping (Suècia)
- Runavík (Illes Fèroe)
- Tønsberg (Noruega)
- Kujalleq (Groenlàndia)